# Eucrostes nudilimbaria
Eucrostes nudilimbaria là một loài bướm đêm trong họ Geometridae.